# Serge Brammertz
Serge Brammertz (Eupen, Bélgica, 17 de febrero de 1962) es un fiscal, académico y jurista belga. Se desempeña como fiscal jefe del Mecanismo Residual Internacional para Tribunales Penales (IRMCT) desde 2016. También se desempeñó como fiscal jefe del Tribunal Penal Internacional para la antigua Yugoslavia (TPIY) desde 2008 hasta su cierre en 2017.

## Formación
Brammertz es licenciado en Derecho por la Universidad de Louvain-la-Neuve, en Criminología por la Universidad de Lieja y tiene un doctorado en Derecho Internacional de la Universidad Albert Ludwig de Friburgo (Alemania).

## Vida profesional
Fue profesor de Derecho en la Universidad de Lieja. Después fue fiscal adjunto de la Corte Penal Internacional de 2002 a 2007 y fiscal federal en Bélgica entre 1997 y 2002. 
Trabajó para el Consejo de Europa como experto con el mandato de «establecer un mecanismo para evaluar y aplicar a nivel nacional los compromisos internacionales en materia de lucha contra la delincuencia organizada». También trabajó para la Organización Internacional para las Migraciones de la Comisión Europea, realizando estudios sobre la trata de seres humanos y la corrupción transfronteriza en Europa Central y los Balcanes.
Posteriormente fue nombrado jefe de la Fiscalía Federal del Reino de Bélgica, donde supervisó numerosas investigaciones y juicios relacionados con casos de delincuencia organizada, terrorismo y violaciones de la ley humanitaria internacional, y fiscal general del Tribunal de Apelación de Lieja.
El 11 de enero de 2006, el secretario General de Naciones Unidas, Kofi Annan, lo nombró jefe de la Comisión Internacional Independiente de Investigación del asesinato del ex primer ministro libanés Rafik Hariri, en sustitución de Detlev Mehlis. El 1 de enero de 2008, Brammertz renunció al puesto para sustituir a Carla del Ponte como fiscal en el Tribunal Penal Internacional para la ex Yugoslavia.